# Мавромихалис, Иоаннис
Иоаннис Мавромихалис (греч.  Ιωάννης Μαυρομιχάλης; 1804, Мани — Кипарисия 1825)— греческий военачальник. Несмотря на свою преждевременную смерть и короткую жизнь, вошёл в Пантеон известных военачальников и героев Освободительной войны Греции 1821—1829 годов.

## Биография
Иоаннис Мавромихалис родился в Мани и был самым младшим сыном воеводы Мани Мавромихали, известного как Петробей. В семнадцатилетнем возрасте принял участие в Греческой революции.
23 марта 1821 года, вместе со своим отцом и Теодоросом Колокотронисом, возглавлявших 3 тысячи повстанцев, вошёл в город Каламата. Это был один из первых эпизодов освободительной войны.
Иоаннис далее участвовал в осаде города Триполи, где отличился вместе со своим дядей Кирьякулисом и братом Илиасом (см. Сражение при Валтеци). Во время вторжения армии Драмали-паши в Пелопоннес, Иоаннис с отрядом вошёл в крепость города Аргос и успешно оборонял её.
В 1825 году Османская империя, не сумев подавить Греческую революция, призвала на помощь своего египетского вассала, располагавшего регулярными войсками, обученными и руководимыми европейскими, в основном бывшими наполеоновскими, офицерами. Командующий египетской армией Ибрагим высадился в марте в Метони и Корони.
9 апреля 1825 года армия Ибрагима встала перед крепостью города Пилос (Наварин). Началась осада крепостей города. Иоаннис, вместе со своим братом Георгием, и во главе отряда маниатов, вошли в крепость Ниокастро, чтобы усилить его гарнизон. 14 апреля 1825 года на стенах крепости Иоаннис был тяжело ранен и скончался от ран в городе Кипарисия через восемь дней. После Илиаса и Кирьякулиса это был третий убитый в семье Мавромихалисов. Отец Мавромихалис поместил следующее обращение в газете «Эллиника Хроника», которую издавали Иоганн Якоб Майер и Димитриос Местенеас:
Братья эллины!
Я выпил и эту горькую чашу. Принёс себя в жертву, сражаясь за Веру и Отечество, и другой мой сын — Иоаннис Мавромихалис…

Твоё спартанское мужество послужит примером для освобождения отцовской земли от отвратительного присутствия бесчеловечных тиранов. Да, братья эллины! И друзья спартанцы! Следуя мужественному примеру юноши, мстите за его кровь!

## Память
Портрет Иоанниса Мавромихалиса, работы неизвестного художника, вывешен в здании старого парламента Греции (нынешний Национальный исторический музей Греции), рядом с портретами других, более известных, героев Освободительной войны.
Его именем названы улицы в ряде городов Греции, в особенности на его родине полуострове Мани.